# L'Honneur de vivre
L'Honneur de vivre est un ouvrage autobiographique du professeur de médecine et pionnier de la pédiatrie Robert Debré (1882-1978), rédigé entre 1972 et 1974, année de sa parution aux éditions Stock alors que l'auteur a plus de 90 ans. Il s'agit d'un témoignage direct non seulement sur le monde hospitalo-universitaire, mais plus généralement sur l'histoire de la France des trois premiers quarts du XXe siècle, comportant des portraits de nombreuses figures intellectuelles des milieux littéraires, politiques et médicaux côtoyées par l'auteur. Selon le biologiste Étienne Wolff, alors membre de l'Académie française, « cette suite d'événements et de cas de conscience [...] est [...] d'une lecture fascinante. Un style alerte et concis, une émotion contenue, une tendresse admirative ou indulgente à l'égard des hommes contribuent à l'attrait de cette chronique d'une vie bien remplie ».

## Chapitres

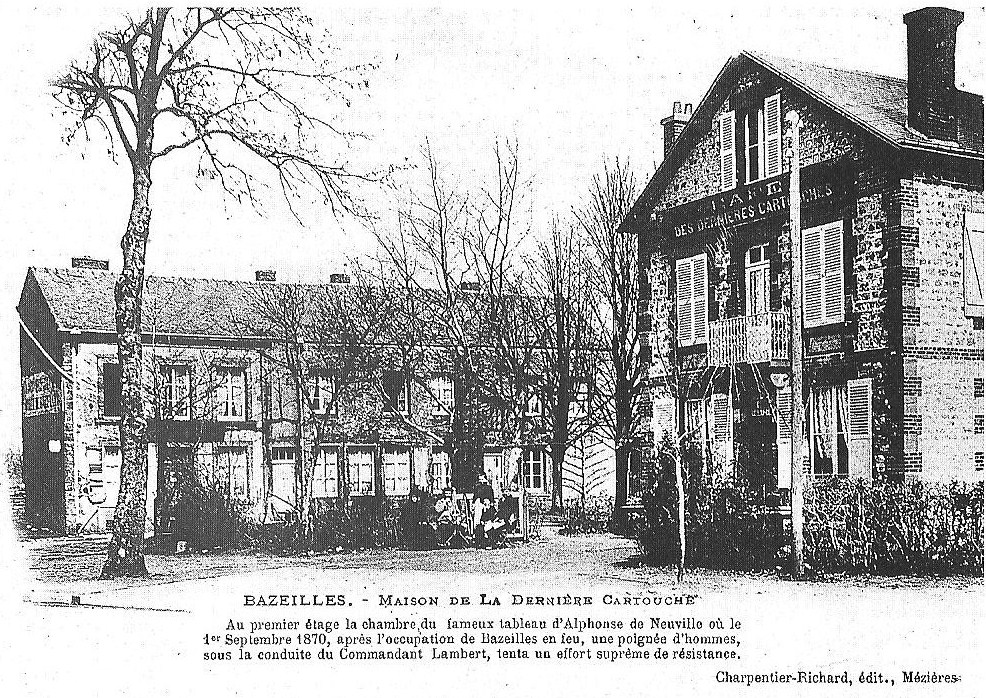
Je suis né à Sedan, sous-préfecture des Ardennes [...] Mon père me conduisait volontiers dans la campagne des environs. Nous allions jusqu'à Ballan (sic) et à Bazeilles, où l'on visitait la « maison des dernières cartouches » conservée telle qu'elle était près la bataille. (Chap.2).

S’ouvrant sur un bref préambule de deux pages, l'ouvrage est divisé en quarante et un chapitres thématiques ne respectant pas toujours strictement l'ordre chronologique :
1. Un petit monde d'autrefois[N 1]
2. Enfance heureuse. Patrie et religion
3. Horizon plus large : le lycée, l'affaire Dreyfus
4. La passion sociale
5. Charles Péguy
6. L'enchantement des premières années d'études de médecine
7. Influences anglaises
8. L'internat
9. Le Maroc féodal
10. À Nazelles, avec la famille Debat-Ponsan Mme Debat Ponsan, future belle-mère de Robert Debré, peinte par Édouard Debat-Ponsan sur la terrasse de leur maison de Nazelles, en Touraine. « En ce temps, on considérait que la peinture n'était pas seulement faite pour donner des jouissances artistiques, mais aussi pour conserver le souvenir des visages, [...] on ne méprisait pas les scènes de genre destinées à l'amusement. » (Chap. 9).
11. La grande guerre
12. L’Alsace retrouvée

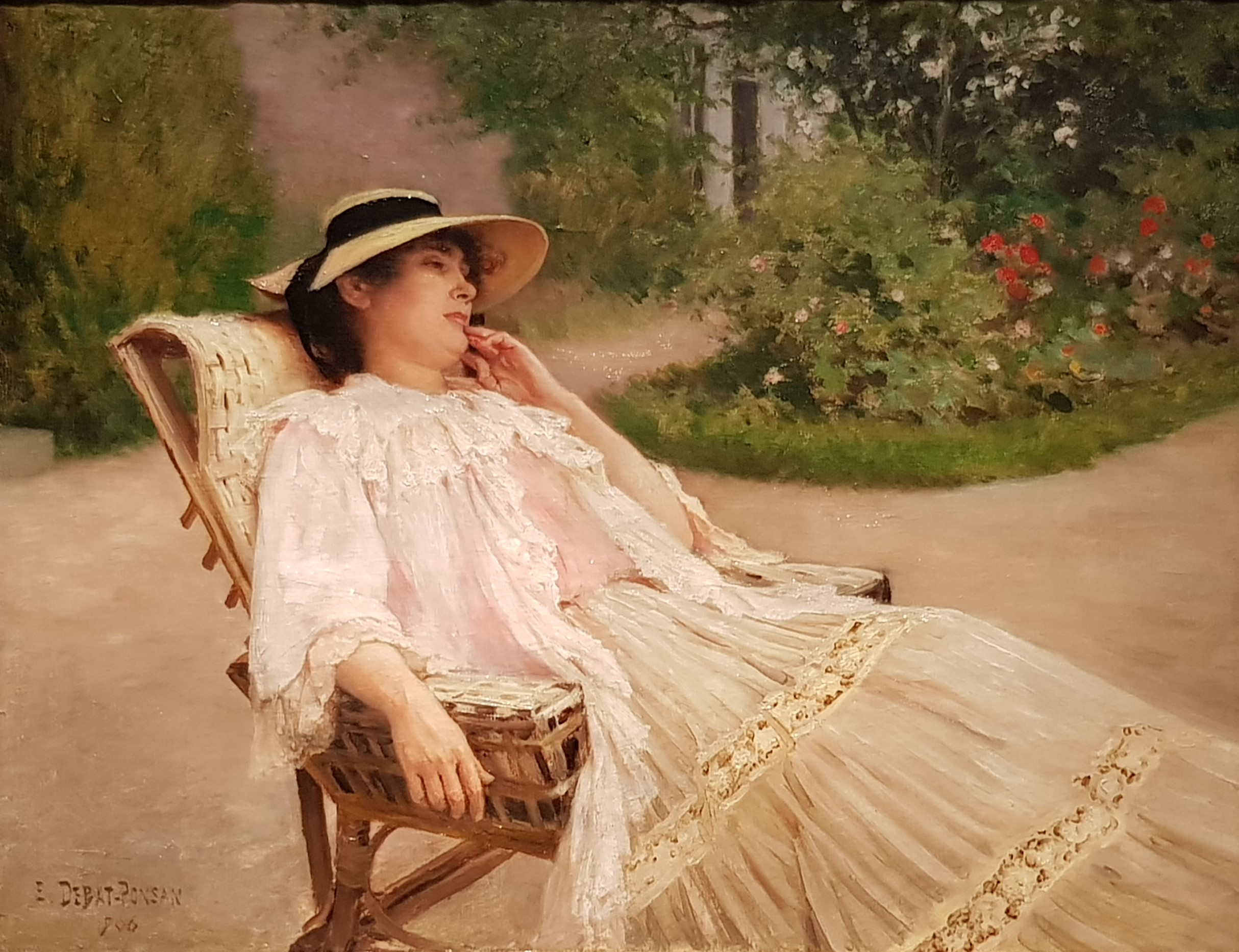
Mme Debat Ponsan, future belle-mère de Robert Debré, peinte par Édouard Debat-Ponsan sur la terrasse de leur maison de Nazelles, en Touraine. En ce temps, on considérait que la peinture n'était pas seulement faite pour donner des jouissances artistiques, mais aussi pour conserver le souvenir des visages, [...] on ne méprisait pas les scènes de genre destinées à l'amusement. (Chap. 9).

13. Les temps d'espoir et de bonheur. Le grand élan
14. La pédiatrie prise à bras-le-corps
15. Le métier de consultant
16. Les années sombres. Les charges et les honneurs
17. Du côté de l'Institut Pasteur
18. Entre les deux guerres. Nouvelle « montée des périls »
19. La vie au grand quartier « Comme j'occupais la chaire de bactériologie de la Faculté de Paris, lorsque mon prédécesseur, le professeur André Lemierre, atteignit l'âge de la retraite militaire, je fus automatiquement désigné à sa place comme médecin consultant au Grand Quartier Général. [...] Nous habitions une gentilhommière agréable, le château de Brinche (sic) et l'on se souciait de la qualité de nos repas. » (Chap. 19).
20. La guerre et la débâcle
21. Paris sous la honte
22. La Résistance
23. La vie clandestine

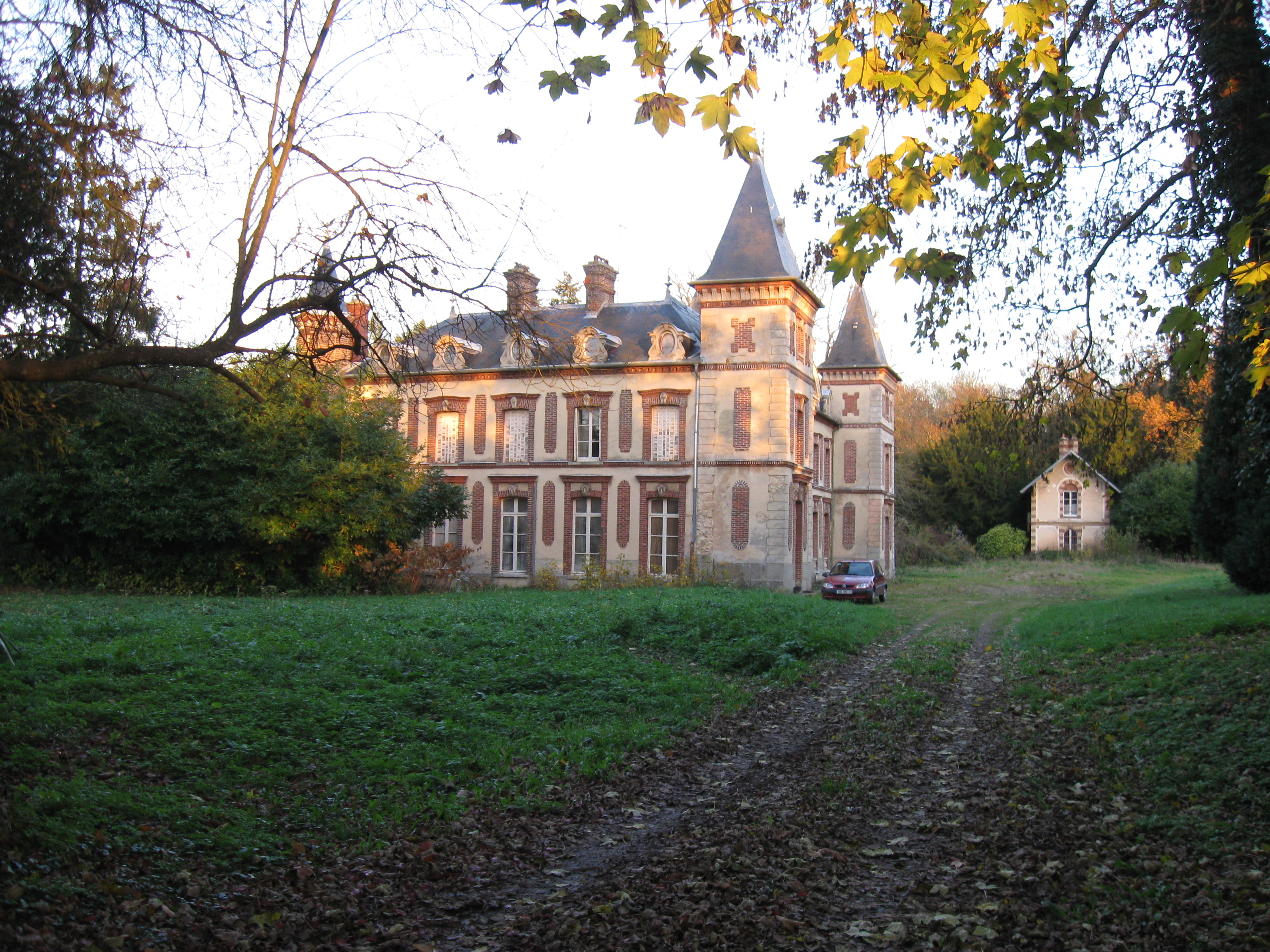
Comme j'occupais la chaire de bactériologie de la Faculté de Paris, lorsque mon prédécesseur, le professeur André Lemierre, atteignit l'âge de la retraite militaire, je fus automatiquement désigné à sa place comme médecin consultant au Grand Quartier Général. [...] Nous habitions une gentilhommière agréable, le château de Brinche (sic) et l'on se souciait de la qualité de nos repas. (Chap. 19).

24. Jours de bataille, de gloire et de deuil
25. En Allemagne et en Angleterre. Le Comité parisien de la Libération à l'Hôtel de Ville
26. L'année 1948. Michel et Olivier
27. La clinique de l'hôpital des Enfants-Malades L'allée centrale de l'hôpital des Enfants-Malades. « Peu à peu, les bâtiments anciens s’étaient dégradés et les différents aménagements étaient devenus plus que désuets, déplorables ... » (Chap. 27)

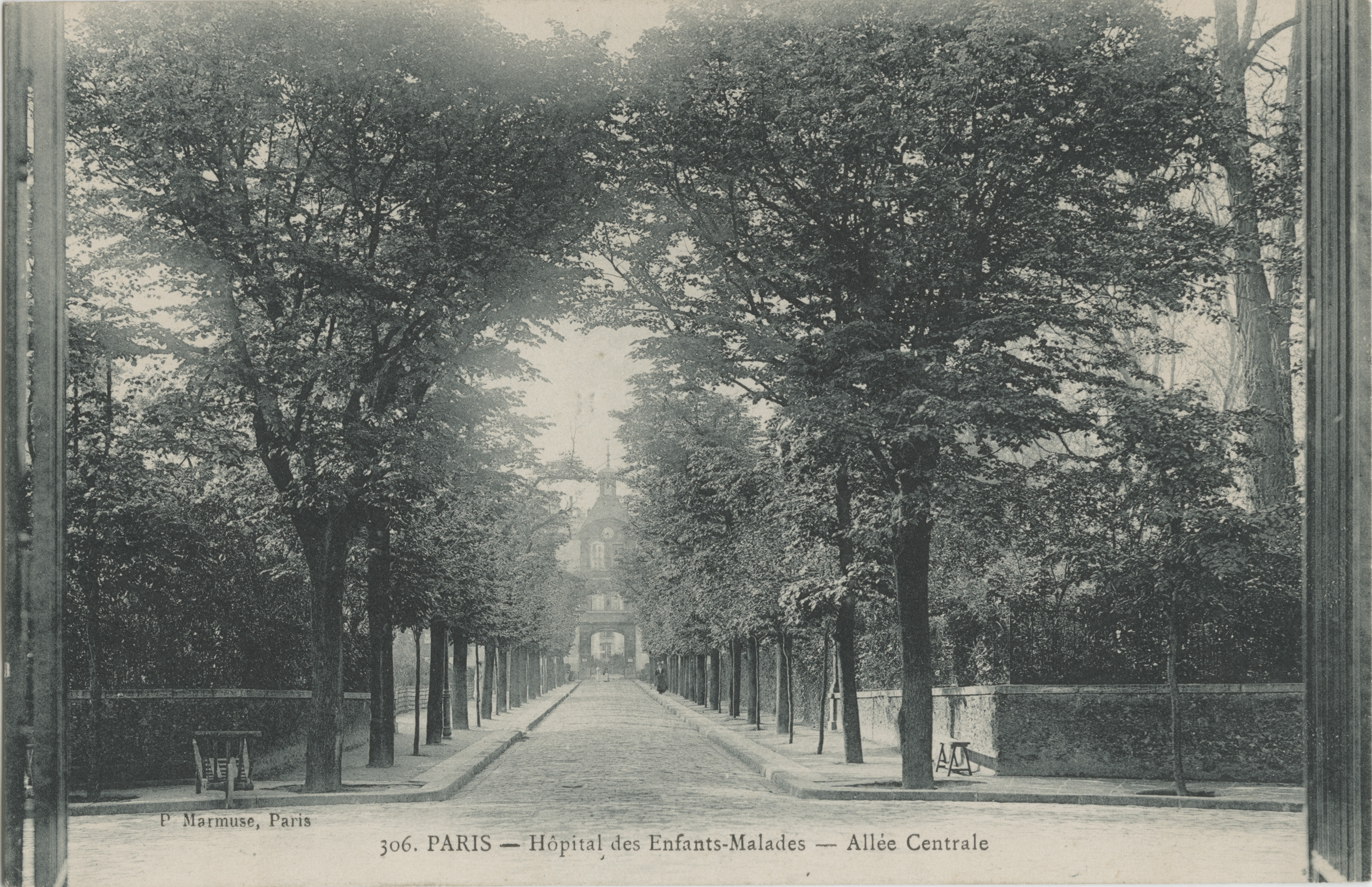
L'allée centrale de l'hôpital des Enfants-Malades. Peu à peu, les bâtiments anciens s’étaient dégradés et les différents aménagements étaient devenus plus que désuets, déplorables ... (Chap. 27)

28. Quarante ans de soins, d'enseignement et de recherche
29. Sur les routes de la vaste terre
30. Les enfants des pays déshérités
31. La réforme hospitalière et universitaire
32. Michel Debré à Matignon
33. Numidia dolorosa
34. La Santé publique
35. Un fléau social
36. Le peuple français
37. La crise de la jeunesse. L'étude Bios
38. La France parmi les nations
39. Belles moissons
40. Au-delà des espoirs
41. Vers soi-même

## Principales personnalités mentionnées
L'Honneur de vivre se caractérise par l'abondance des références à des personnalités souvent prestigieuses et influentes rencontrées par l'auteur qui signale parfois avoir avec elles des liens de parenté ou d'amitié, leur consacrant alors des passages plus ou moins longs, de la simple anecdote à des développements plus élaborés. « Je n'ai pu parcourir le chemin de ma vie que parce que je fus éclairé par des êtres rayonnants », déclare-t-il en conclusion de son préambule. Cependant, jusqu'au début des années 2020, aucune des éditions de l'ouvrage ne comportait d'index des noms propres. 

### Écrivains
- Émile Zola
- Charles Péguy
- Lucien Herr
- Jacques Maritain
- Paul Valéry
- Arthur Mugnier

### Artistes
- Francis Poulenc
- Édouard Debat-Ponsan

### Scientifiques
- Jacques Hadamard
- Jeanne Debat-Ponsan
- Gaston Ramon
- Henri Mondor
- Philippe Monod-Broca
- Louis Pasteur Vallery-Radot
- Adolphe Landry
- Maurice Nicolle
- Ludwik Rajchman
- Alfred Sauvy

### Personnalités politiques
- Jean Jaurès
- Michel Debré
- Élisabeth de La Panouse / Dexia
- Charles de Gaulle

## Éditions
L'ouvrage est réédité en 1996 avec une préface d'un des petits-fils de l'auteur, Bernard Debré ainsi qu'un addendum compilant une série de textes préparatoires à un projet de réforme hospitalière et de politique de santé publique : 
- Robert Debré (préf. Bernard Debré), L'Honneur de vivre : mémoires, Paris, Hermann, coll. « Savoir : cultures », 1996, 500 p. (ISBN 2 7056 6310 X). Suivi d'un appendice composé d'extraits de textes rédigés pendant l'Occupation par Robert Debré et groupés par lui-même sous le titre : Médecine, Santé publique, Population